# Spinadesco
Spinadesco é uma comuna italiana da região da Lombardia, província de Cremona, com cerca de 1.535 habitantes. Estende-se por uma área de 17 km², tendo uma densidade populacional de 90 hab/km². Faz fronteira com Acquanegra Cremonese, Castelvetro Piacentino (PC), Cremona, Crotta d'Adda, Monticelli d'Ongina (PC), Sesto ed Uniti.

## Demografia
| Variação demográfica do município entre 1861 e 2011                               |
|                                                                                   |
| Fonte: Istituto Nazionale di Statistica (ISTAT) - Elaboração gráfica da Wikipedia |